# Sagara (rey védico)

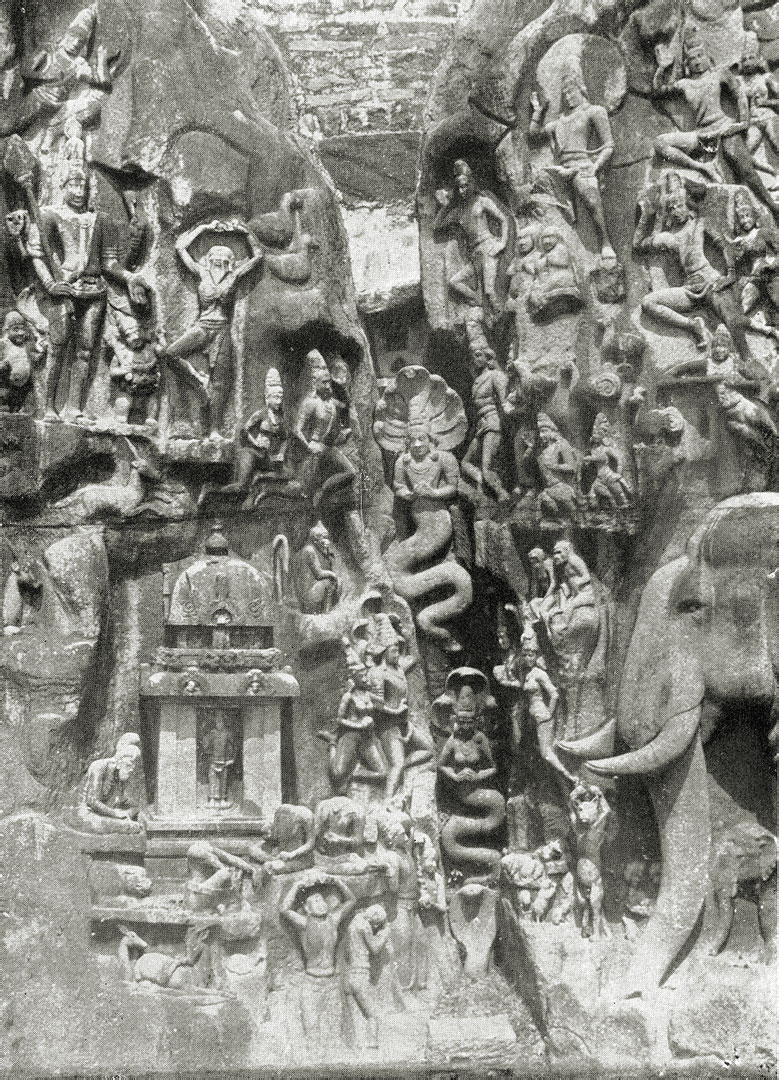
El rey Bhagiratha (arriba a la izquierda, de pie sobre una pierna, con los brazos levantados), tataranieto del rey Sagar, realizando austeridades durante años para liberar a los hijos del rey Sagara.

En el texto épico Majábharata (siglo III a. C.), el rey Sagara fue uno de los más grandes reyes de la dinastía solar ―también conocida como la tribu de los iksuakús―, en la era satiá-iugá (hace de 2,17 millones de años aproximadamente).

## Etimología
- sagara, en el sistema AITS (alfabeto internacional para la transliteración del sánscrito).
- सगर, en escritura devanagari del sánscrito.
- Pronunciación: /sagára/.[2]
- Etimología: ‘con veneno’, siendo sa: ‘con’, y gara: ‘veneno’. Este nombre se refiere a que Sagara nació junto con un gran cantidad de un líquido asqueroso; su madre creyó que se trataba de veneno que la otra mujer de su esposo Baju le habría suministrado para matar a su hijo, el heredero.[2]

## Leyenda
Sagara era hijo del rey Baju, rey de Aiodiá y antepasado del rey Dásha Ratha, el padre del rey-dios Rama (encarnación del dios Visnú).
Tuvo dos esposas: una era la princesa del clan Vidarbha, y la otra pertenecía a la tribu de Sivi.

## El descenso del río Ganges desde el Cielo
El rey Sagara llevó a cabo un sacrificio de caballo (asuamedha iagñá) para demostrar su supremacía sobre otros reyes menores. Indra, el líder de los semidioses, se atemorizó por los resultados del iagñá, por lo que decidió robar el caballo. Dejó el caballo en el ashram del sabio Kapilá, quien se encontraba en una profunda meditación. Los 60 000 hijos del rey Sagar ―nacidos de la reina Sumati― y su malvado hijo Asamansha ―nacido de la reina Keshini― fueron enviados a buscar el caballo.
Cuando los 60 000 hijos encontraron el caballo en el áshram de Kapilá, pensaron que lo había robado. Cuando lo atacaron, el santo Kapilá abrió los ojos y con su mirada iracunda los quemó hasta las cenizas.
Más tarde, el rey Sagara envió a su nieto Anshuman para recuperar el caballo. Kapilá le devolvió el caballo y le dijo a Anshuman que los hijos del rey Sagara se podrían liberar si la diosa Ganga (el río Ganges) descendiera a la Tierra y los bañara con sus aguas.
Finalmente, el tataranieto del rey Sagara, BhaguiRatha, satisfizo a la diosa Ganga, y le pidió que bajara a la Tierra. La madre Ganga le dijo a BhaguiRatha que la fuerza del río al caer del cielo sería demasiado grande y la Tierra no lo podría sostener y se hundiría. Entonces BhagiRatha adoró al dios Shivá, y le pidió que amortiguara la caída del río con su enmarañado cabello. Ganga descendió y con sus aguas tocó las cenizas de los 60 000 hijos del rey Sagara, que resucitaron y obtuvieron una posición entre los dioses.
BhaguiRatha, manejando su cuadriga, atravesó la India a gran velocidad para indicarle al río el camino hasta el mar. Fue el primer ario en ver la bahía de Bengala, y él le puso el nombre de Sagara (‘océano’) en honor a su tatarabuelo.
En el Majábharata y en el Ramaiana (ambos del siglo III a. C.) se describe que el rey Sagara conquistó a los escitas, a los iávanas (‘jonios’) y a otras tribus bárbaras.